# Symfoni-Antifoni
Symfoni-Antifoni eller Symfoni, Antifoni er en symfoni af Pelle Gudmundsen-Holmgreen fra 1977.
Symfonien modtog Nordisk Råds Musikpris i 1980 og er inkluderet i Kulturkanonen fra 2006 under partiturmusik.

## Form
Symfoni-Antifoni er repræsentant for ny enkelhed, en musikretning, som opstod i 1960'erne i Danmark repræsenteret ved Henning Christiansen og Hans Abrahamsen ud over Gudmundsen-Holmgreen.
Symfonien indeholder to satser: "Symfoni" på 2½ minut og "Antifoni" på 24 minutter, hvor første del er harmonisk og i samklang, mens anden del er mere vildtvoksende og ender med at flyde ud i ingenting.